# Rockstar Advanced Game Engine
Il Rockstar Advanced Game Engine (RAGE) è un motore grafico, evoluto dall′Angel Game Engine, creato da una sezione di Rockstar Games chiamata RAGE Technology Group, presso l'azienda sviluppatrice Rockstar San Diego (originariamente Angel Studios), con contributi da altri studi di Rockstar Games.
Rockstar ha integrato nel proprio motore alcuni componenti di terze parti, tra cui due motori fisici: Euphoria, sviluppato da NaturalMotion, per l'animazione di persone, animali e ragdoll, e Bullet, open source per l'animazione di tutti gli altri tipi di entità. Prima del RAGE, Rockstar era solita utilizzare il motore RenderWare, sviluppato da Criterion Games.
È stato definito da IGN come uno tra i 10 migliori motori grafici presenti ora della settima generazione.

## Storia

Logo del Rage Technology Group

Rockstar aveva inizialmente concepito il motore grafico per essere sfruttato su console di sesta generazione, principalmente su PlayStation 2 e Xbox. Tuttavia negli anni seguenti lo sviluppo del RAGE venne spostato sulle console di settima generazione con lo scopo di facilitarne lo sviluppo su PC, PlayStation 3 e Xbox 360.

### 2008-2012: daGrand Theft Auto IVaRed Dead Redemption
Nei primi giochi sviluppati con RAGE vi erano delle sostanziali differenze tra versione PlayStation 3 e Xbox 360. In primo luogo la risoluzione nativa dei giochi sulle console di settima generazione era differente: in Grand Theft Auto IV la risoluzione su Xbox 360 era di 1280x720 pixel, mentre su PlayStation 3 fu scalata a 1152x640 pixel.
Nel gioco successivo, Midnight Club: Los Angeles, la risoluzione nativa su PlayStation 3 era stata scalata ulteriormente a 960x720 pixel, con una conseguente perdita rispetto allo standard HDTV, di circa 230000 pixel e diminuendo la qualità visiva pur implementando l'avanzatissimo sistema di antialiasing, noto come QAA.
In Red Dead Redemption la risoluzione nativa venne upscalata di nuovo a 1152x640 pixel.

### Il RAGE inMax Payne 3
In Max Payne 3 il RAGE si presenta sotto un nuovo aspetto, Rockstar Vancouver è infatti riuscita a portare il motore grafico praticamente allo stesso livello sia su Xbox 360 che su PlayStation 3, garantendo su quest'ultima una risoluzione nativa HDTV 1280x720 pixel; allo stesso livello quindi della console di Microsoft.

### Il RAGE inGrand Theft Auto V
In Grand Theft Auto V il motore grafico è stato ulteriormente aggiornato e migliorato, se su Grand Theft Auto IV Rockstar North era riuscita a garantire una distanza di visuale lunga 1.5 KM, su Grand Theft Auto V la distanza massima è stata quadruplicata fino ad arrivare a una distanza di visuale lunga circa 6 KM. Inoltre la grafica è stata migliorata, con dettagli molto più realistici rispetto alle versioni precedenti. La risoluzione nativa di Grand Theft Auto V è di 1280x720 pixel sia su Xbox 360 che su PlayStation 3.
Su PlayStation 4 e Xbox One la risoluzione nativa è di 1920x1080 pixel mentre su PC può arrivare fino a 7680x4320 pixel.

## Giochi che utilizzano il RAGE
| Titolo                                           | Anno | Piattaforme                                                                                         | Sviluppatore       | Distributore   |
| ------------------------------------------------ | ---- | --------------------------------------------------------------------------------------------------- | ------------------ | -------------- |
| Grand Theft Auto IV (Episodes from Liberty City) | 2008 | PlayStation 3, Xbox 360, Microsoft Windows                                                          | Rockstar North     | Rockstar Games |
| Midnight Club: Los Angeles                       | 2008 | PlayStation 3, Xbox 360, PlayStation Portable                                                       | Rockstar San Diego | Rockstar Games |
| Red Dead Redemption (Terrore dall'Oltretomba)    | 2010 | PlayStation 3, Xbox 360, PlayStation 4, Nintendo Switch                                             | Rockstar San Diego | Rockstar Games |
| Max Payne 3                                      | 2012 | PlayStation 3, Xbox 360, Microsoft Windows                                                          | Rockstar Studios   | Rockstar Games |
| Grand Theft Auto V                               | 2013 | PlayStation 3, Xbox 360, PlayStation 4, Xbox One, Microsoft Windows, PlayStation 5, Xbox Series X/S | Rockstar North     | Rockstar Games |
| Red Dead Redemption 2                            | 2018 | PlayStation 4, Xbox One, Microsoft Windows,                                                         | Rockstar Studios   | Rockstar Games |
| Grand Theft Auto VI                              | 2026 | PlayStation 5, Xbox Series X/S, Microsoft Windows                                                   | Rockstar North     | Rockstar Games |